# Ján Hollý
Ján Hollý (ur. 24 marca 1785 w Borskim Mikulášu, zm. 14 kwietnia 1849 w Dobrej Vodzie) – słowacki duchowny katolicki, poeta i tłumacz.
Pochodził z ubogiej, rolniczej rodziny. Miał troje rodzeństwa. Rozpoczął naukę szkolną w rodzinnej wsi, następnie w latach 1797–1799 uczył się w Skalicy, a w latach 1799–1802 w Bratysławie. Studiował w Trnawie, najpierw w latach 1802–1804 filozofię, następnie w latach 1804–1808 teologię w tamtejszym seminarium mariańskim. W tym czasie największy wpływ wywarł na niego profesor filozofii i teologii Juraj Palkovič (1763–1835), następnie jego długoletni mecenas.
W latach 1808–1812 był kapłanem w Pobedimie, w latach 1812–1814 w Hlohovcu, a następnie, do 1843 r. proboszczem w Madunicach. Od 1843 r. przebywał na emeryturze, mieszkając u swojego przyjaciela z lat młodości, Martina Lackoviča, dziekana w Dobrej Vodzie.
Był przedstawicielem klasycyzmu. Pierwsze wiersze zaczął pisać jeszcze w czasie nauki w seminarium, początkowo w języku łacińskim. Od lat 1805–1807 swoją twórczość kontynuował już w konstytuującej się wówczas literackiej słowacczyźnie. Jego dorobek obejmuje elegie, sielanki, ody, pieśni religijne (zbiór Katolickí spevňík 1842); eposy z czasów wczesnohistorycznych: Svatopluk (1833), Cirillo-Metodiada (1835), Sláv (1839). Tłumaczył utwory poetów greckich i rzymskich.
Na cmentarzu w Dobrej Vodzie grób z nagrobkiem i popiersiem poety (autor L. Dunajský) oraz okolicznościowym tekstem autorstwa Ľudovíta Štúra z 1854 r. W Madunicach, gdzie pracował 29 lat, przed kościołem katolickim znajduje się poświęcony mu pomnik. Na budynku probostwa w Dobrej Vodzie, w którym zmarł, znajduje się tablica pamiątkowa, a wewnątrz izba pamięci poety.
Na jego cześć została nazwana jedna z planetoid okrążających Słońce – 19955 Hollý (1984 WZ1).